# Osmo Hänninen

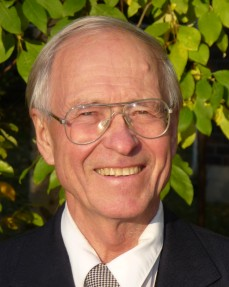
Osmo Hänninen (2009).

Osmo Otto Päiviö Hänninen, född 30 april 1939 i Lahtis, död 14 december 2022, var en finländsk vetenskapsman,  författare av faktaböcker, anhängare av folkmedicin, kulturpersonlighet och humanist. 
Hänninen tjänstgjorde som rektor för universitetet i Kuopio, 1981-1984, som vice rektor 1973-78 och nominerades till universitetets första permanenta tjänst som professor i fysiologi samt institutschef 1972-2004. Hänninen var också docent i fysiologi vid Åbo universitet och Joensuu universitet (1967-2004 och 1981-2004) samt professor vid Finlands Akademi 1980-81.  Hänninen startade Hästsele riddarna (Länkiritarit på finska) år 1976 för doktorerade fysiologistudenter. 
Hänninen publicerade över 400 vetenskapliga artiklar i fysiologi, toxikologi, biokemi, sportmedicin, miljövetenskap och farmakologi, samt talrika fakta- och kulturhistoriska böcker som publicerats på finska, engelska, svenska och estniska. Mest anmärkningsvärd av läroböckerna är Människans fysiologi och anatomi (publicerat på finska, svenska och estniska) som  2014 blev den äldsta fortlöpande använda läroboken i Finland. Under 2009 fick Hänninen Finlands Facklitterära Förefattares Rfs lärobokpris.